# Жозе Аугушту ді Алмейда
Жозе Аугушту Пінту ді Алмейда (порт. José Augusto Pinto de Almeida; нар. 13 квітня 1937, Баррейру, Португалія) — португальський футболіст та тренер, виступав на позиції вінґера. Габріель Ханот назвав його «Португальським Гаррінчею»

## Клубна кар'єра
Народився в Баррейру, округ Сетубал. Футбольну кар'єру розпочав у команді рідного міста «Баррейренсі», у футболці якої провів чотири сезони у Прімейра-Лізі. Влітку 1959 року перейшов до «Бенфіки», де грав разом з легендарними футболістами атакувального плану Маріу Колуна, Еусебіу, Антоніу Сімойнш та Жозе Агушту Торріш. Разом з партнерами по команді двічі вигравав Кубок Європи, у 1961 та 1962 років, окрім цього в 1960-х років ще тричі ставав фіналістом вище вказаного турніру; у сезоні 1960/61 років продемонстрував найкращу результативність у власній кар'єрі, відзначився 24-а голами в 25-и матчах, допомігши команді виграти чемпіонський титул. У футболці «Бенфіки» зіграв 369 матчів (у всіх змаганнях), в яких відзначився 174-а голами. Здобув 13 трофеїв, у тому числі 8 разів ставав переможцем Прімейра-Ліги, а також двічі — Кубку європейських чемпіонів.
По завершенні сезону 1969/70 років 32-річний Жозе завершив кар'єру футболіста, окрім цього у 1970 році виконував обов'язки головного тренера «Бенфіки», яку привіві до срібних нагород португальського чемпіонату (пропустивши вперед лише «Спортінгу» (Лісабон)). По завершенні кар'єри гравця тренував декілька португальських клубів, у тому числі й представників вищого дивізіону «Фаренсе» та «Пенафієл».
У сезоні 1994/95 років вперше виїхав за кордон, де став одним з 5-и тренерів, які тренували «КД Логроньєс». Проте команда вилетіла з Ла-Ліги, набравши при цьому 13 очок (найменша кількість набраних очок в історії турніру).

## Кар'єра в збірній
У футболці національної збірної Португалії дебютував 7 травня 1958 року в програному (1:2) товариському поєдинку проти Англії. Протягом десяти років у складі збірної зіграв ще 44 матчі, в яких відзначився 9-а голами.
Учасник чемпіонату світу 1966 року, в складі збірної Португалії зіграв у всіх матчах групового етапу та в 3-х поєдинках плей-оф, двічі в 1/8 фіналу проти Угорщини (3:1, в першому з яких — зі стартових хвилин), а також в одному поєдинку 1/4 фіналу проти Північної Кореї (5:3).
На посаді головного тренера збірної взяв участь у двох турнірах, спочатку вивів Португалію до фіналу Кубку незалежності Бразилії, а потім у невдалій кваліфікації чемпіонату світу 1974 року. У 1980-х роках працював головним тренером юнацьких збірних Португалії, де допомагав набиратися досвіду Карлушу Кейрошу, окрім цього працював асистентом молодіжної збірної Португалії у фінальній частині чемпіонату Європи 1984 року.
З 2004 по 2007 рік Жозе Аугушту тренував жіночу збірну Португалії.

## Статистика виступів

### Клубна
| Клуб              | Сезон             | Ліга  | Ліга | Кубок Португалії | Кубок Португалії | Єврокубки | Єврокубки | Прочие | Прочие | Загалом | Загалом |
| Клуб              | Сезон             | Матчі | Голи | Матчі            | Голи             | Матчі     | Голи      | Матчі  | Голи   | Матчі   | Голи    |
| ----------------- | ----------------- | ----- | ---- | ---------------- | ---------------- | --------- | --------- | ------ | ------ | ------- | ------- |
| «Баррейренсі»     | 1955/56           | 21    | 9    | 0                | 0                | 0         | 0         | 0      | 0      | 21      | 9       |
| «Баррейренсі»     | 1956/57           | 25    | 12   | 2                | 2                | 0         | 0         | 0      | 0      | 27      | 14      |
| «Баррейренсі»     | 1957/58           | 26    | 11   | 1+               | 1+               | 0         | 0         | 0      | 0      | 27+     | 12+     |
| «Баррейренсі»     | 1958/59           | 26    | 16   | ?                | ?                | 0         | 0         | 0      | 0      | ?       | ?       |
| «Баррейренсі»     | Загалом           | 98    | 48   | 3+               | 3+               | 0         | 0         | 0      | 0      | 101+    | 51+     |
| «Бенфіка»         | 1959/60           | 26    | 19   | 9                | 7                | 0         | 0         | 2      | 0      | 37      | 26      |
| «Бенфіка»         | 1960/61           | 25    | 24   | 1                | 0                | 9         | 7         | 0      | 0      | 35      | 31      |
| «Бенфіка»         | 1961/62           | 23    | 13   | 6                | 2                | 7         | 4         | 4      | 0      | 40      | 19      |
| «Бенфіка»         | 1962/63           | 24    | 9    | 6                | 2                | 7         | 1         | 4      | 0      | 40      | 12      |
| «Бенфіка»         | 1963/64           | 25    | 11   | 8                | 14               | 3         | 0         | 2      | 0      | 38      | 25      |
| «Бенфіка»         | 1964/65           | 23    | 10   | 7                | 3                | 9         | 5         | 2      | 1      | 41      | 19      |
| «Бенфіка»         | 1965/66           | 24    | 10   | 3                | 0                | 5         | 4         | 0      | 0      | 32      | 14      |
| «Бенфіка»         | 1966/67           | 23    | 9    | 4                | 2                | 4         | 1         | 0      | 0      | 31      | 12      |
| «Бенфіка»         | 1967/68           | 25    | 4    | 6                | 5                | 9         | 1         | 0      | 0      | 40      | 10      |
| «Бенфіка»         | 1968/69           | 23    | 5    | 8                | 2                | 5         | 2         | 0      | 0      | 36      | 9       |
| «Бенфіка»         | 1969/70           | 5     | 0    | 0                | 0                | 2         | 0         | 0      | 0      | 7       | 0       |
| «Бенфіка»         | Загалом           | 246   | 114  | 58               | 37               | 60        | 25        | 13     | 1      | 377     | 177     |
| Усього за кар'єру | Усього за кар'єру | 344   | 162  | 61+              | 40+              | 60        | 25        | 13     | 1      | 478+    | 228+    |

## Досягнення

### Як гравця
«Бенфіка»
- Прімейра-Ліга
  -  Чемпіон (8): 1959/60, 1960/61, 1962/63, 1963/64, 1964/65, 1966/67, 1967/68, 1968/69[9]

- Кубок Португалії
  -  Володар (3): 1961/62, 1963/64, 1968/69[10]

- Суперкубок Португалії
  -  Володар (3)[10]

Кубок європейських чемпіонів
- -  Володар (2): 1960/61, 1961/62

Міжконтинентальний кубок
- -  Фіналіст (2): 1961[11], 1962

#### Міжнародні
- Чемпіонат світу
  -  Бронзовий призер (1): 1966

### Як тренера
«Бенфіка»
- *  Кубок Португалії
  -  Володар (1): 1969/70

Португалія
- Кубок незалежності Бразилії
  -  Фіналіст (1)

### Індивідуальні
- Світова XI за версією видання World Soccer: 1964, 1965[12]